# Tumba saff
Una tumba saff (del árabe, saff, «fila», «hilera») es un tipo de tumba que se excavaba en la roca y que se desarrolló en el área tebana, entre Dendera y Gebelein, desde el Primer Período Intermedio hasta la Dinastía XI del Antiguo Egipto.

## Arquitectura
Estas tumbas están excavadas en la roca con una fachada de pilares ante salas funerarias relativamente pequeñas, las aperturas entre pilares (simples o dobles), en hileras (saff), están precedidas por un gran antepatio.
Detrás de los pilares, en el centro de la pared posterior, se llega a la cámara de culto real por un estrecho y corto
corredor, con dos pilares que sostienen el techo y más adelante se llega a la cámara sepulcral. Adyacentes a la capilla y cámara sepulcral del rey, existían también en la roca, capillas y cámaras sepulcrales para reinas, príncipes o funcionarios de alto rango.
Apenas se ha encontrado decoración. En la capilla de la tumba de Intef II, se encontró una estela con un relieve del rey y sus perros.

## Localización
Las tumbas saff son  particularmente notables en el-Tarif, donde fueron enterrados los reyes Intef I, Intef II e Intef III.

## Galería
Imágenes de la tumba de Intef I

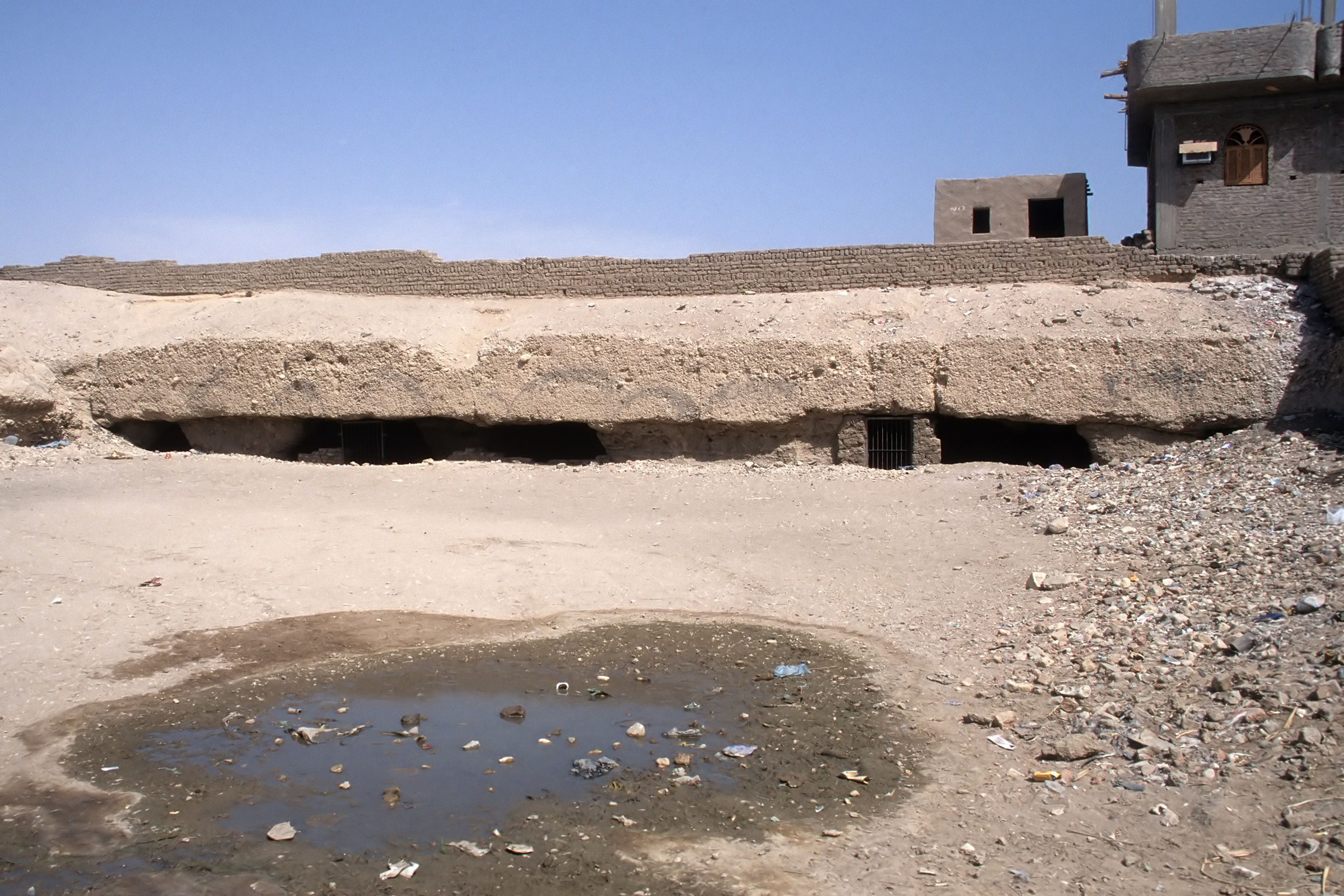
Patio excavado en la roca.
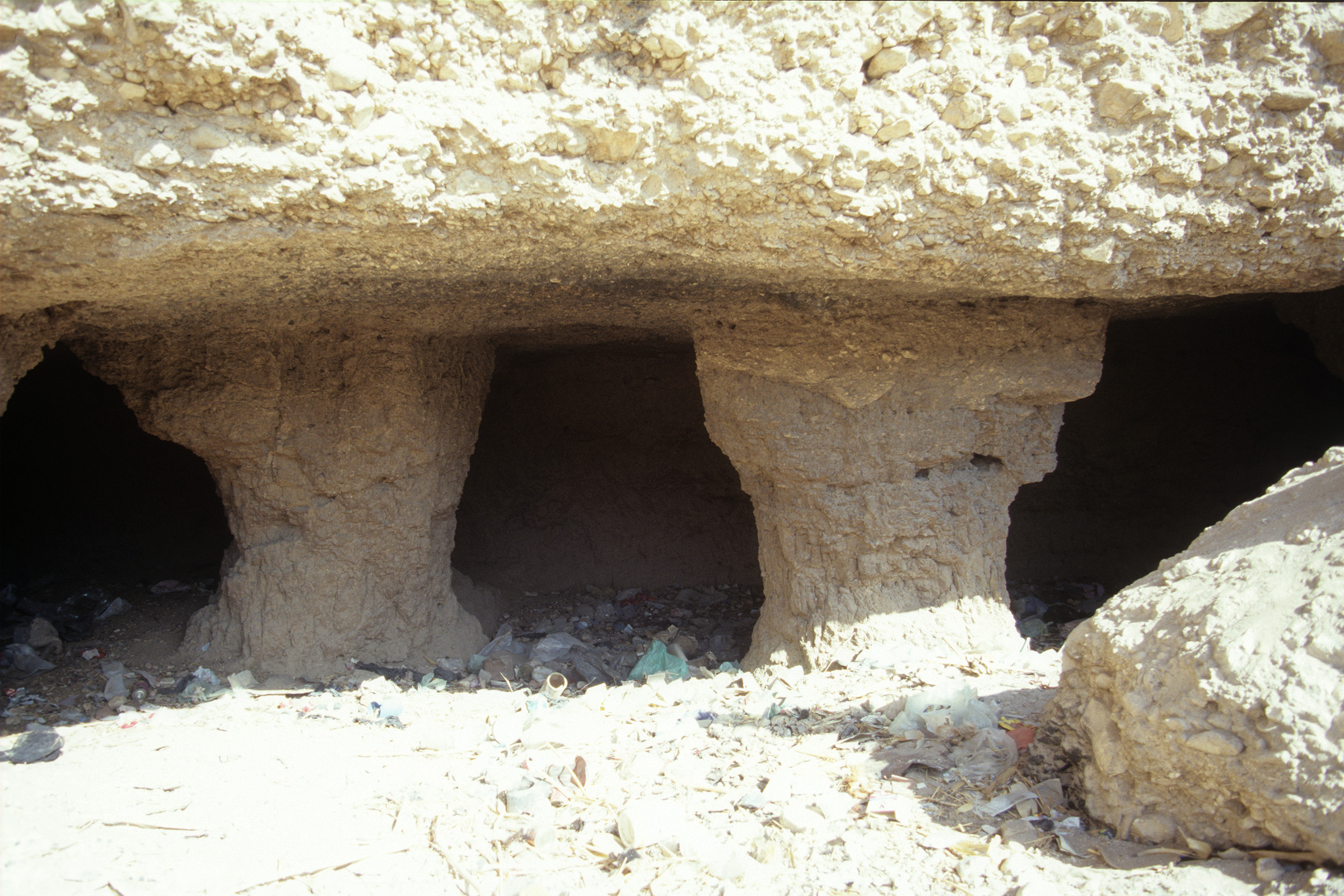
Pilares.
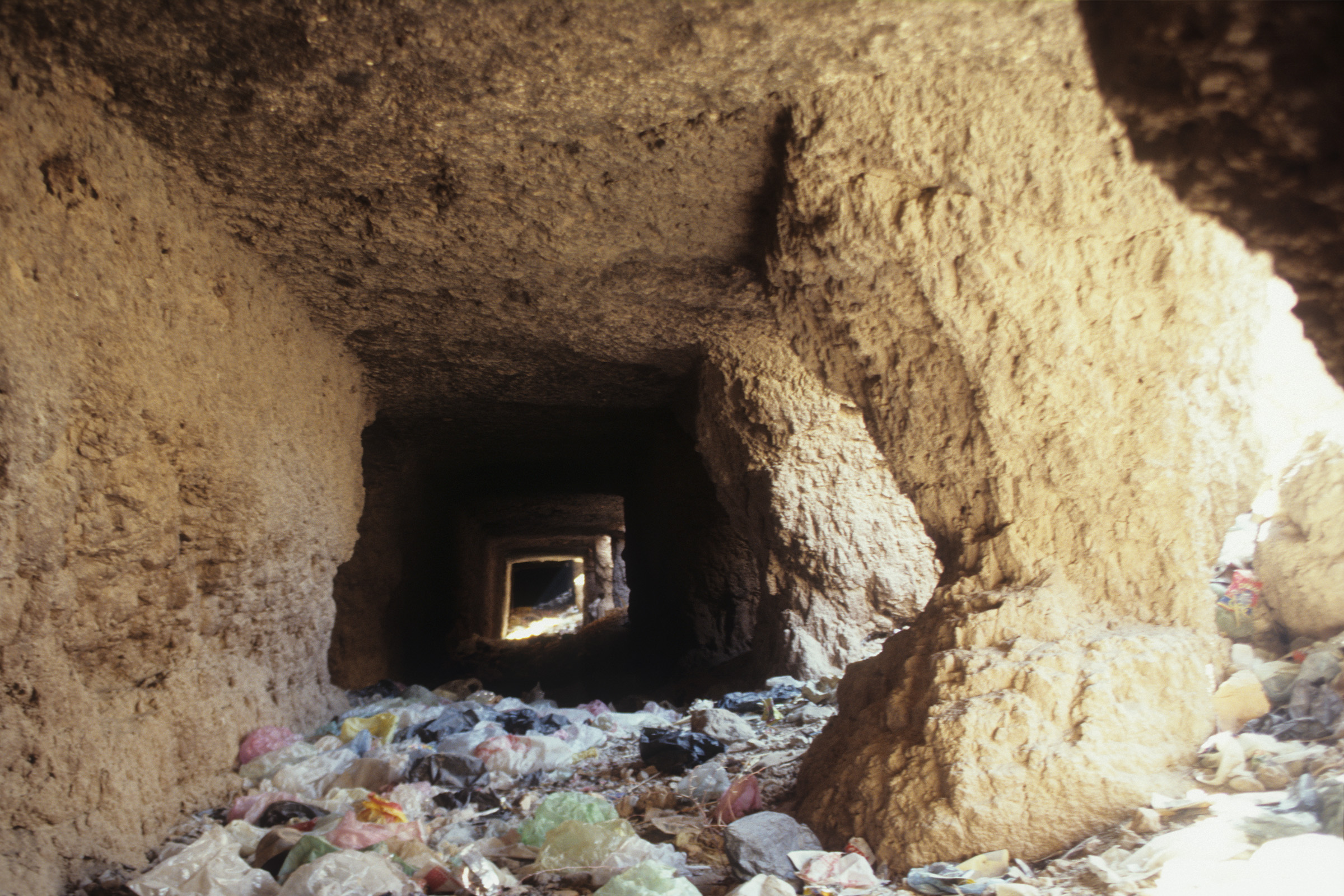
Pilares de la fachada de la tumba saff.
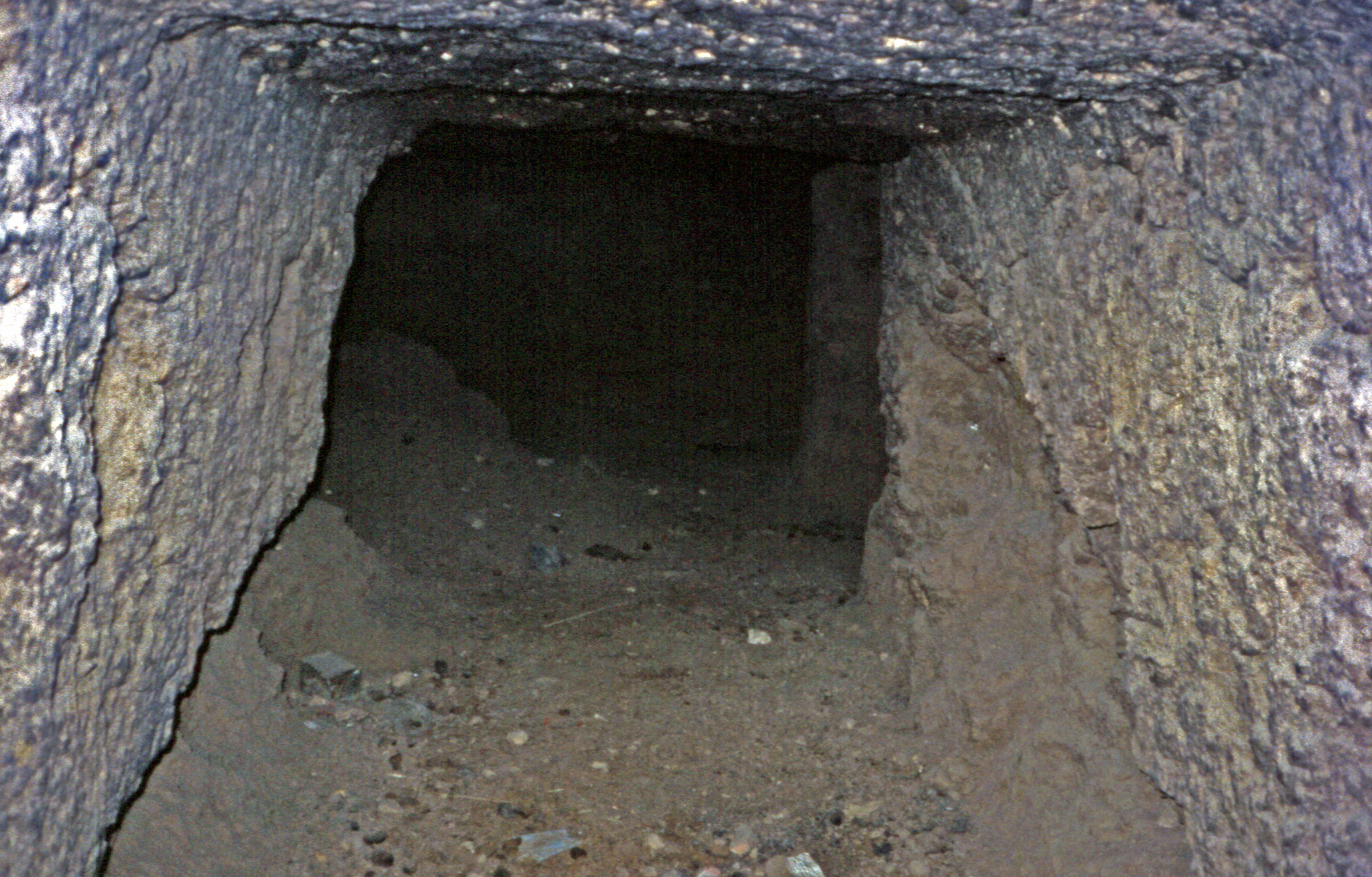
Corredores de la tumba.